# Яндак, Витезслав
Витезслав Яндак (чеш.  Vítězslav Jandák; род. 3 августа 1947[…], Прага) — чехословацкий и чешский актёр кино, общественный деятель, политик.

## Биография
Родился 3  августа 1947 в Праге, Чехословакия.
Учился в театральной Академии в Брно, затем в Академии исполнительских искусств в Праге, которую закончил в 1970 году. С 1970 года начинается актерская карьера Яндака. Выступал на сцене Национального театра Праги в 70-е- 80-е годы.
В период 1977—1992 годов активно снимается на киностудии «Баррандов». С 1998 года, президент международного кинофестиваля для детей и молодежи в Злине. C 2005 года его карьера артиста практически приостановилась и Яндак целиком ушел в общественную работу и политику.
Еще в юности Яндак хотел посвятить себя политике и какое-то время изучал юриспруденцию. Но политические волнения в Чехии, события 1968 года и последующее заключение под арест его отца по политическим мотивам, перечеркнули надежды Яндака на политическую карьеру. Однако, в новейшей истории с развалом социалистической системы в Восточной Европе и новыми политическими веяниями в стране Витезслав Яндак осуществил свою мечту и стал политиком. Политическую деятельность начал в ноябре 1989 года. Был членом Пражского городского собрания (1990—1992 годы) и советником по культуре (1993—1994 годы). Затем — член Республиканской политической партии, KDU-ČSL, ГДП и ЧСДП.
С 18 августа 2005 года по сентябрь 2006 года был министром культуры Чехии. На выборах 2006 года был лидером социал-демократов в южном округе и был избран в Палату депутатов. В выборах 2010 года защитил свой мандат.
Ведет большую благотворительную деятельность для детей-инвалидов. Активно поддерживает всевозможные фонды в поддержку больных детей.
Витезслав Яндак состоит в браке, имеет двоих детей.

## Фильмография
- Metráček (1971)
- 1972 — …и передайте привет ласточкам / …a pozdravuj vlaštovky — Олда
- 1973 — Три орешка для Золушки / Tři oříšky pro Popelku — Камил
- 1973 — Дни предательства / Dny zrady — Станда
- Údolí krásných žab (1973)
- Соколово (Sokolovo) (1974) — Станислав Горак
- Dva muži hlásí příchod (1975)
- Dým bramborové natě (1976)
- Operace "Daybreak" (1976)
- Освобождение Праги (Osvobození Prahy) (1976) — Станислав Горак
- Plavení hříbat (1976)
- Трасса (Trasa 1979) — Жлабичек
- O Honzovi a Barušce (1979)
- Arabela (1979),
- Co je doma, to se počítá, pánové... (1980)
- Знак доблести (1980)
- Zlatá slepice (1980)
- Zralé víno (1981)
- Láska z pasáže (1984)
- Stín kapradiny (1984)
- Akcia Edelstein (1986)
- Copak je to za vojáka... (1987)
- Pravidlá kruhu (1987)
- Černá punčocha (1988)
- Horká kaše (1988)
- Čeleď brouků finančníků (1989)
- Můj přítel d'Artagnan (1989)
- Skřivánčí ticho (1989)
- Divoká svině (1990)
- Tichá bolest (1990)
- Žabí princ (1991)
- Tankový prapor (1991)
- Kačenka a zase ta strašidla (1992)
- Divoké pivo (1995)
- Konto separato (1997)
- Z pekla štěstí (1999)
- Der Lebensborn — Pramen života (2000)
- Početí mého mladšího bratra (2000)
- Mach, Šebestová a kouzelné sluchátko (2001)
- Perníková věž (2002)
- Černí baroni (2003)